# Colombiana de Televisión
Colombiana de Televisión es una productora y una ex programadora de televisión colombiana.
Se destacó por ser una entidad independiente ante cualquier monopolio económico o político, y privada en un 100%. Desde sus inicios se han firmaron doce contratos de licitaciones con el Instituto Nacional de Radio y Televisión de Colombia (Inravisión), y luego sucedida en 2004 por Radio Televisión Nacional de Colombia).

## Historia
Fue fundada el 16 de junio de 1972 por Luis Guillermo Ángel, Margarita Vidal y Gonzalo Mesa. Posteriormente ingresaron como accionistas Francisco de Zubiría, Luis Fernando Duque, Jorge Ospina y los hermanos Gómez Mejía.
Colombiana de Televisión se mantuvo en las licitaciones de programadoras entre 1972 y 1991 operándose en la Cadena 1 y en la Cadena 2.
Desde el 3 de enero de 2004 hasta el 30 de abril de 2017, coprodujo, junto con NTC Televisión, el informativo de Noticias Uno para el Canal Uno.
Sus transmisiones como programadora del Canal Uno cesaron el 30 de abril de 2017 y sus espacios fueron entregados a la extinta Autoridad Nacional de Televisión.[cita requerida]

## Convenios de programadoras
Esta reconocida programadora tuvo convenios con Producciones PUNCH, RCN Televisión, Producciones JES y DFL Televisión a principios y mediados de los 90s. y a finales de los 90s, también tenía convenios con Jorge Barón Televisión, Producciones PUNCH y Producciones Bernardo Romero Pereiro (hoy TIS Productions).

## Producciones

### Telenovelas y series
- Yo No Creo en los Hombres (1984)
- El siete mujeres (1985)
- La Casona del odio (1986)
- El Coleccionista (1986)
- El enemigo (1986)
- Oro (1986)
- Navarro (1987)
- El Confesor (1987)
- Jeremias, Mujeres Mias (1988)
- Amar y vivir (1988 - 1989)
- N.N. (1990)
- Alta tensión
- Puerto Amor (1991)
- Super Lupe (1991 - 1992)
- Fronteras del regreso (1992)
- Padres e Hijos (1993-2009)
- Fiebre (1994)
- La espada y la serpiente (1994)
- Sobrevivir (1995)
- Hechizo (1996-1997)
- El Día es Hoy (1996-1997)
- Dulce Martirio (1997)
- Amor en forma (1998)
- La Sucursal del Cielo (2007) (coproducida por Caracol Televisión)
- X6 (2008) (coproducida por Caracol Televisión)
- Oye Bonita (2008) (coproducida por Caracol Televisión)
- Mujeres al límite (2010-2016) (coproducida por Caracol Televisión)
- La magia de Sofía (2010) (coproducida por Caracol Televisión)
- Amor de Carnaval (2011) (coproducida por Caracol Televisión)
- Dios te salve, María (2018) (convocatoria ganada por el Fondo Nacional para la Televisión (FONTV))

### Programas
- Sweet (1998-2013)
- Jugando a la TV (2010-2011)
- El Mundo Al Vuelo
- Consultorio Jurídico
- El Pasado en Presente
- Momentos de gloria
- Joven es...
- El Mini Mundo de Toy (1997-1999) (coproducida por M.G.Com. Televisión)
- Noticias Uno (2004-2017) (en coproducción con NTC Televisión)
- ¿Qué está cocinando D'artagnan? (2004-2009)

## Logotipos
- 1972 - 1980: Se usan los hornillos a blanco y negro sale el primer hornillo grande, se completa el logo con los demás hornillos, abajo la frase Colombiana de Televisión.
- 1980 - 1990: Se usan los hornillos azules, sale el primer hornillo grande, se completa el logo con los demás hornillos y abajo la frase Colombiana de Televisión.
- 1990 - 2010: este tercer logo de la programadora fue estrenado el 16 de junio de 1990 con motivo de los 18 años,sale primero una luz azul brillante rodeando a los hornillos los cuales giran alrededor de la luz después la luz azul brillante desaparece y de ahí se forma el logo tricolor (amarillo, azúl y rojo) y abajo la frase Colombiana de Televisión en color blanco y tipografía Bauhaus Bold.
- 2010-2013: en julio de 2010 se reemplazó el logo anterior que perduró por 20 años para esta nueva versión en un fondo azúl sale completo el logotipo girando en pantalla después sale la frase Colombiana de Televisión S.A con una fuente de letra diferente y esta vez más pequeño.
- 2013-2017: los hornillos tricolores y el fondo azúl se mantiene tanto los hornillos y las letras giran de frente a la pantalla y luego se ubica al centro de la pantalla y se cambia la musicalización y la fuente de las letras ,la sigla S.A se elimina de la frase Colombiana de Televisión y su frase original es igual al de 1990 al 2010.
- 2017-presente: El fondo azúl y los hornillos tricolores se reemplazan por uno blanco en un fondo negro un diseño más minimalista de acuerdo a los logotipos actuales los hornillos en blanco y la frase Colombiana de Televisión en blanco.